# PKP Intercity

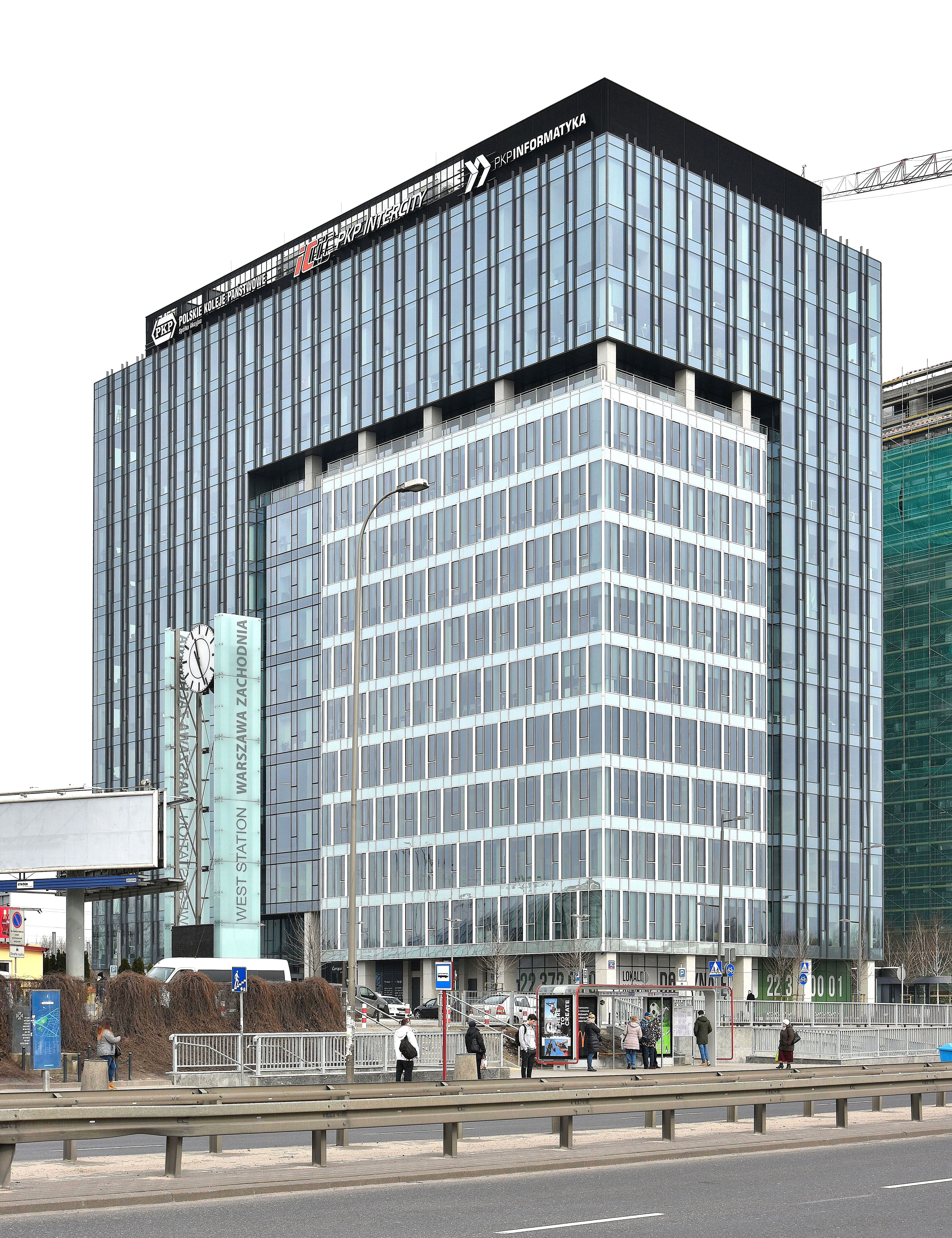
Штаб-квартира у Варшаві

PKP Intercity (PKPIC) — польська транспортна компанія, що спеціалізується на міжміських пасажирських перевезеннях зі штаб-квартирою у Варшаві. Компанія надає дешеві перевезення під торговими марками Twoje Linie Kolejowe і InterCity, а також високошвидкісні перевезення на великі відстані (InterCity Express, EuroCity і Express InterCity Premium).

## Історія
PKP Intercity була заснована в 2001 році як дочірнє підприємство PKP. На початку діяльності в компанії працювало близько 1500 співробітників. 28 квітня 2005 року було придбано контрольний пакет акцій оператора спальних вагонів і вагонів-ресторанів WARS.
У 2008 році в ході реформи PKP Intercity став акціонерним товариством. Крім того, в грудні 2008 року підприємство стало власником міжміського підрозділу PKP Przewozy Regionalne. Акціонерне товариство отримало частину парку вагонів і взяла 4070 співробітників і ще 1850 співробітників з логістичної компанії PKP Cargo. Це призвело до збільшення пасажироперевезень з 14,7 млн. (2008) до 51,7 млн. (2009). Після реформи кількість перевезених пасажирів зменшувалася аж до 2014 року, хоча раніше була тенденція до зростання цього показника. З 2015 року знову намітилася тенденція до зростання пасажироперевезень PKP IC. Після реформ 2008 року підприємство стало показувати щорічний збиток.
Компанія піддавалася критиці через великі затримки поїздів під час морозної зими в грудні 2010 року. Це призвело до звільнення заступника міністра Транспорту Юліуша Енгельгардта, директора групи PKP Анджея Ваха і тодішнього голови PKP Intercity Гжегожа Мендзи. 21 лютого 2011 року було досягнуто угоду з Міністерством інфраструктури, яке передбачає субсидування внутрішніх перевезень протягом наступних десяти років. Держава має за 299 млн пасажирокілометрів заплатити 4,5 млрд злотих.

Кількість перевезених пасажирів (в млн. чол.); джерело:

Прибуток PKP Intercity (в млн. злотих); джерело:

Відразу після створення PKP Intercity зіткнулася з конкуренцією. Так в низькому ціновому сегменті прямим конкурентом TLK є компанія Przewozy Regionalne. Через розширення мережі швидкісних автодоріг посилюється суперництво з автобусним перевізником Polski Bus. Це спонукало компанію змінити свою систему ціноутворення.

## Пасажирські перевезення

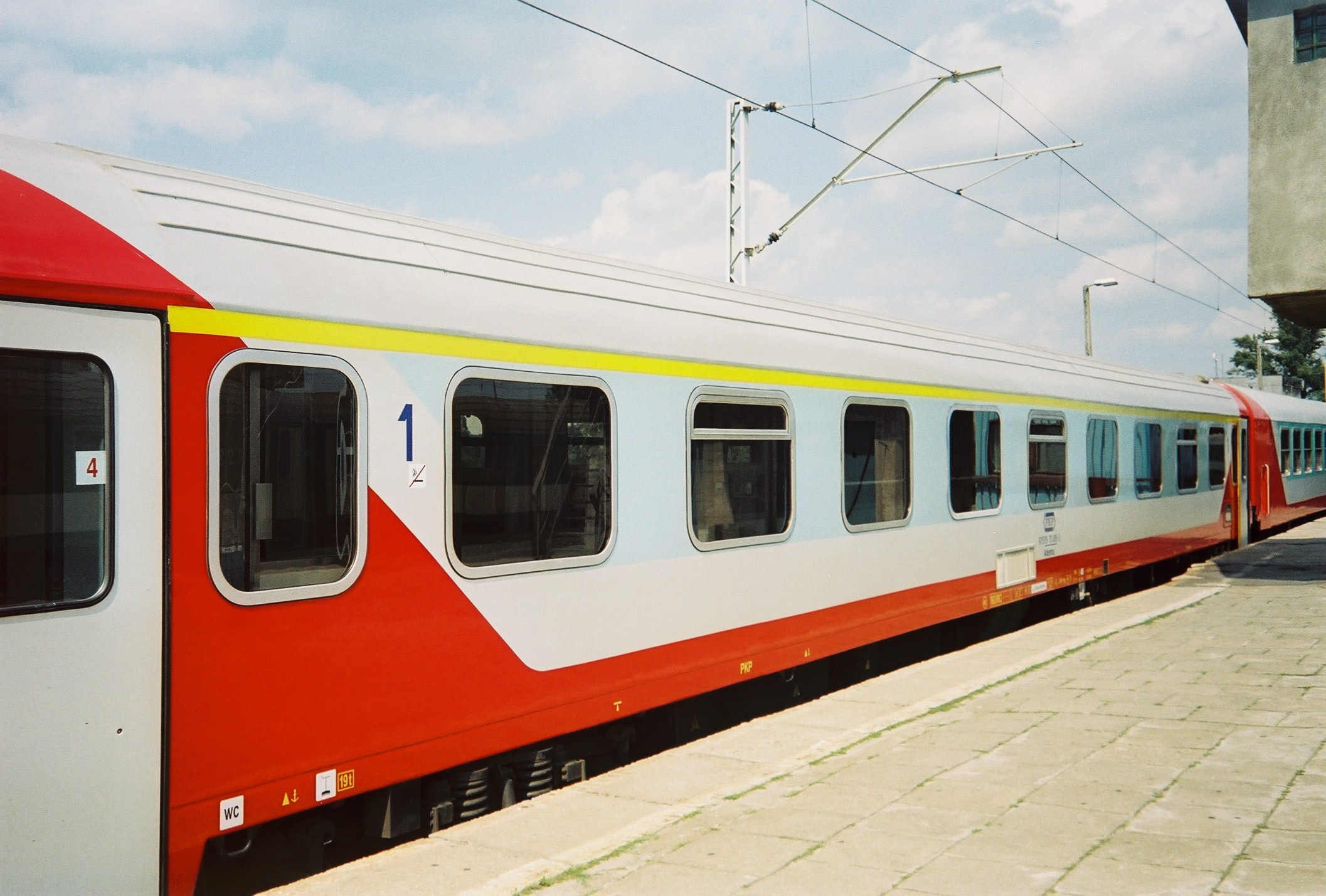
Вагон InterCity (2002)

На початковому етапі компанія обслуговувала поїзда категорій Express, InterCity, EuroCity і EuroNight. У 2002 році додалися ще нічні поїзди Nocny Express. Два роки потому з'явилися InterRegion для швидкісних перевезень. 4 квітня 2005 року обидва бренди були об'єднані під назвою Tanie Linie Kolejowe (TLK). З обов'язковим бронюванням квитків і кращим рухомим складом, він повинен був стати конкурентом Регіональному Перевізнику. У тому ж році був утворений InterCity Express в результаті злиття Express і InterCity. В грудні 2014 з'явилася категорія поїздів Express InterCity Premium і InterCity.

Маршрути EICP, EIC і EC/EN у розкладі 2014—2015 років

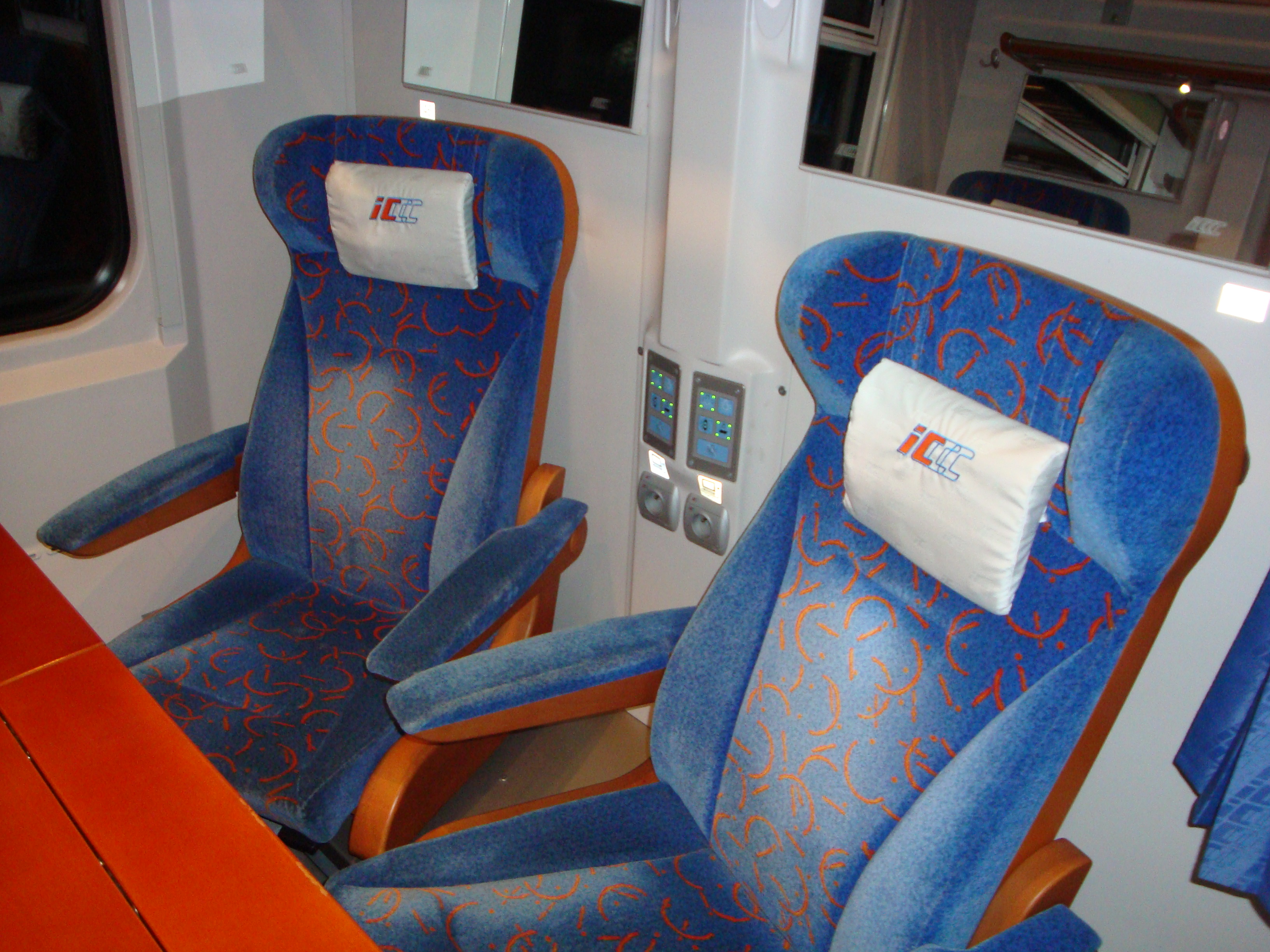
Бізнес-купе в EIC

### Express InterCity Premium
Торгова марка Express InterCity Premium існує з 14 грудня 2014 року. Вона працює виключно з високошвидкісними поїздами серії ED250; її маршрути охоплюють Варшаву, Гдиню, Гданськ, Катовиці, Краків та інші найважливіші міста. Поїзди оснащені кондиціонерами, дозволяють перевозити велосипеди і мають невеликі закусочні. Пасажири можуть скористатися безкоштовними закусками. В майбутньому планується надавати інтернет-послуги. На відміну від інших типів поїздів, продаж квитків у цьому поїзді не передбачена.

### InterCity Express
InterCity Express має новий рухомий склад, що розвиває швидкість до 160 км/год. У всіх поїздах InterCity Express згідно з проектом знаходиться обслуговуючий WARS вагон-ресторан або бар. Пасажири можуть скористатися безкоштовним Wi-Fi. У деяких поїздах знаходяться так звані бізнес-купе, які призначені для перевезення інвалідів-колясочників і велосипедів. Також є адаптовані для дітей вагони з іграшками.

### InterCity
Бренд InterCity з'явився після зміни розкладу поїздів 2014—2015 років і включає в себе новий або модернізований рухомий склад, який частково фінансується Європейським Союзом. Маршрути руху: Перемишль — Щецин і Вроцлав — Гдиня. Поїзди оснащені ергономічними сидіннями, клімат-контролем і підсилювачем сигналу телефону і вагонами-бістро. Діапазон цін ідентичний поїздів TLK.
З кінця 2015 парк було розширено 20-а електропоїздами серій ED160 і ED161.
Ця категорія поїздів, на відміну від EIC і EIP, не є самофінансованою, а субсидується за замовленням Міністерства інфраструктури.

### Ваші залізничні лінії

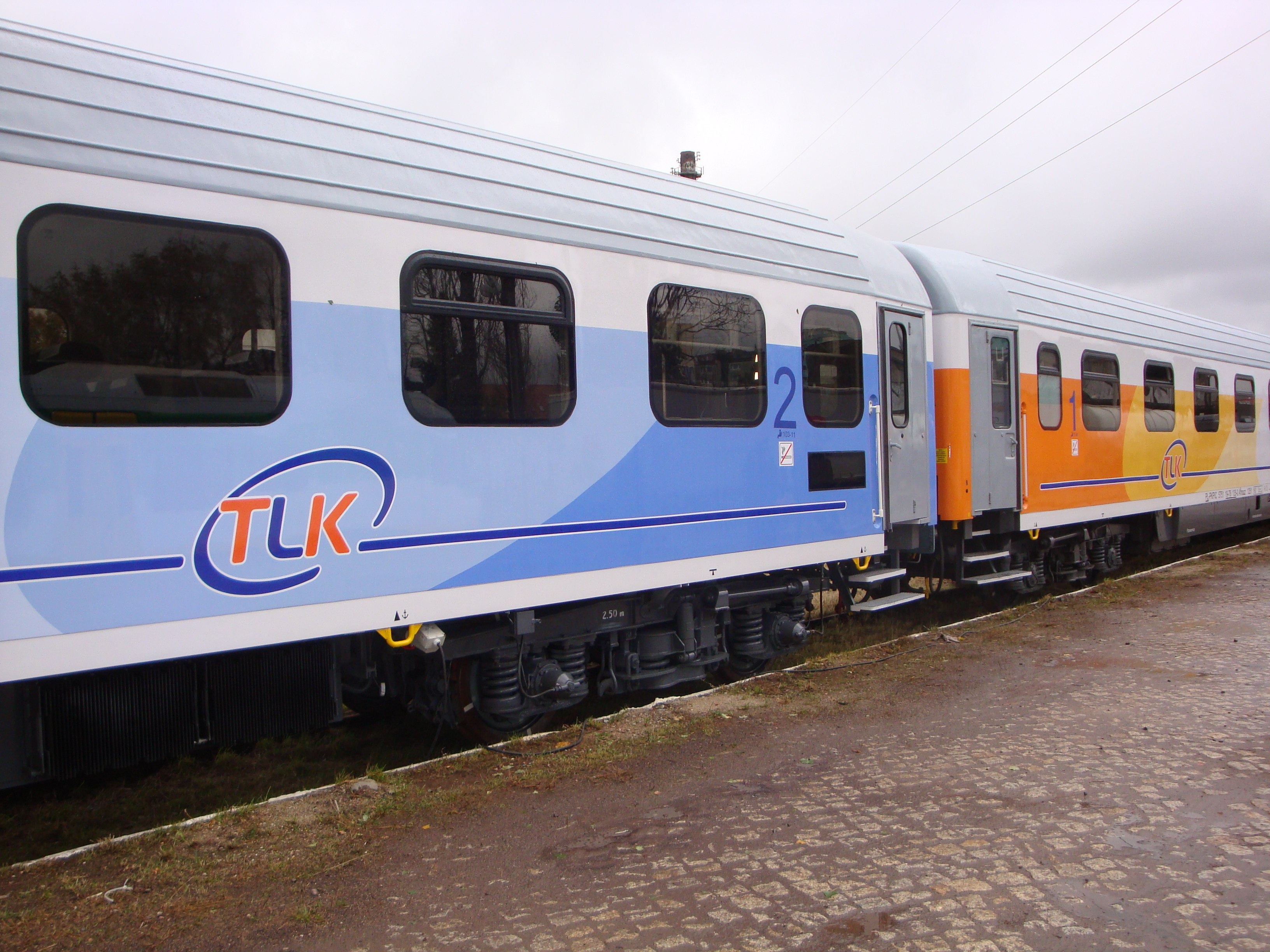
Вагон TLK (2009)

Поїзди категорії TLK мають нанижчу якість всіх, керованих PKP Intercity. Відповідно рівень цін також нижче, ніж у EIP/EIC. У розкладі 2014—2015 років налічувалося 266 поїздів цієї торгової марки, які обслуговували приблизно 350 станцій. З грудня 2014 року замість вагона-ресторану харчування стало надаватися в так званих «Snack-Caddy».
Створена у квітні 2005 року, Tanie Linie Kolejowe («Дешеві залізничні лінії») спочатку обслуговувала 12 щоденних маршруту. До кінця 2009 року кількість експресів зросла з 24 до 377. 1 січня 2011 торгова марка була перейменована в Twoje Linie Kolejowe («Твої залізничні лінії»). У довгостроковій перспективі планується замінити цю торгову марку брендом Intercity. Маршрути субсидуються Міністерством інфраструктури.

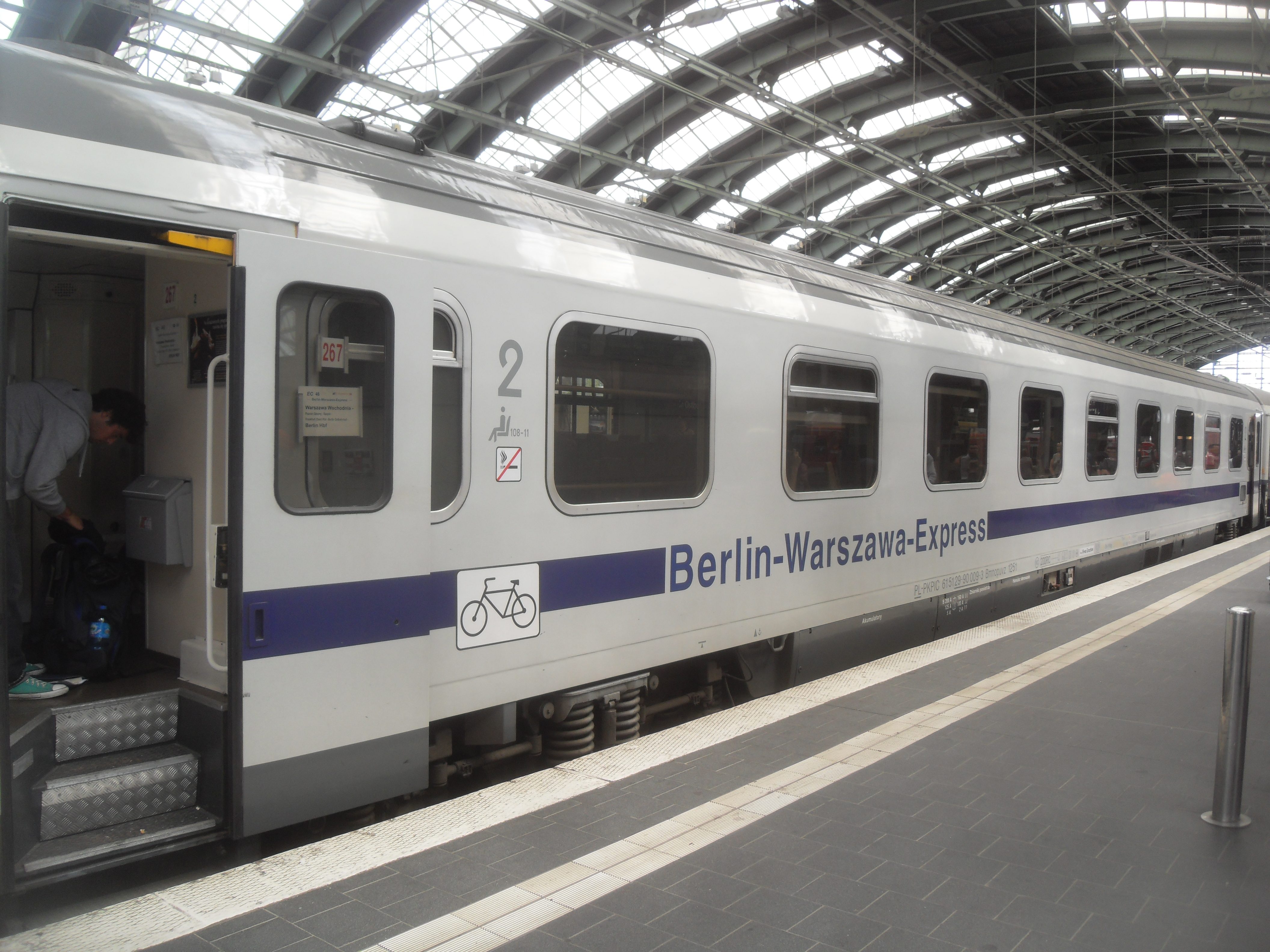
Експрес Берлін-Варшава

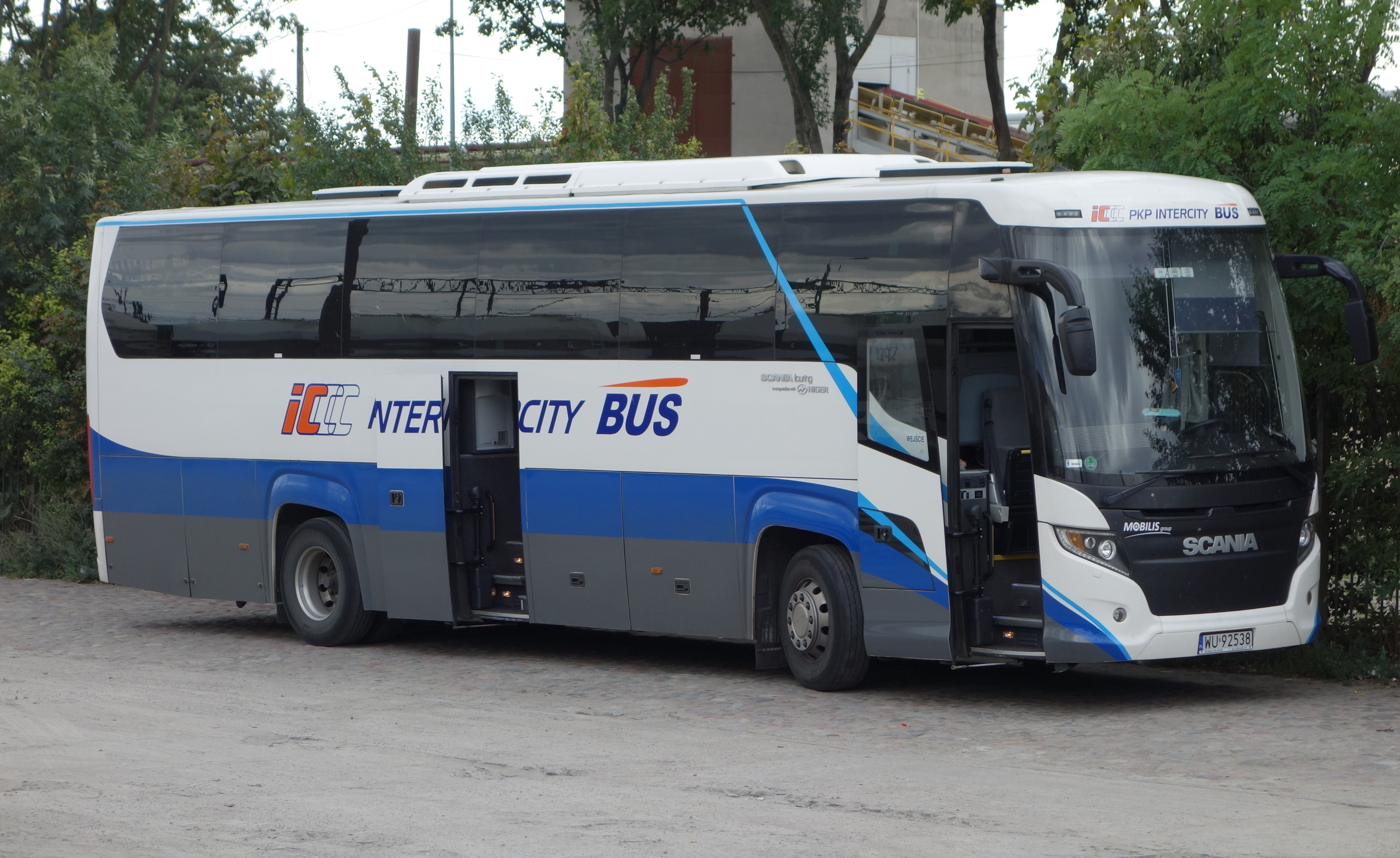
Intercity Bus

### Міжнародні сполучення
Компанія також працює з міжнародними поїздами EuroCity und EuroNight і з транскордонними високошвидкісними поїздами. Поїзди EuroCity відповідає стандарту InterCity Express.

### Intercity Bus
PKP Intercity також пропонує мережа автобусних послуг під брендом Intercity Bus. Вони використовуються як компенсаційний транспорт під час робіт з ремонту залізничних колій, або як додаткова пропозиція для поїздок до популярних місць відпочинку, до яких не проведено залізниці. В кінці 2014 року рух усіх поїздів між Варшавою і Білостоком було скомпенсоване автобусами через ремонтні роботи на лінії.

## Рухомий склад

### Електровози
| Клас  | Кількість   | Швидкість | Виробник      | Модернізація        | Модернізація |
| ----- | ----------- | --------- | ------------- | ------------------- | ------------ |
| EP05  | 1           | 160 km/h  | Škoda         | ZNTK Gdańsk         | [ 11 ]       |
| EU07  | 227         | 125 km/h  | Pafawag / HCP |                     | [ 12 ]       |
| EP07  | 227         | 125 km/h  | Pafawag / HCP | ZNTKiM              | [ 12 ]       |
| EU07A | 3/23        | 160 km/h  | HCP           | ZNTK Oleśnica/Olkol | [ 13 ]       |
| EP08  | 9           | 140 km/h  | Pafawag       |                     | [ 11 ]       |
| EP09  | 46          | 160 km/h  | Pafawag       |                     | [ 11 ]       |
| EU44  | 10          | 230 km/h  | Siemens       |                     | [ 11 ]       |
| EU160 | 30          | 160 km/h  | Newag         |                     | [ 14 ]       |
| ?     | 0 out of 10 | 200 km/h  | Newag         |                     | [ 15 ]       |

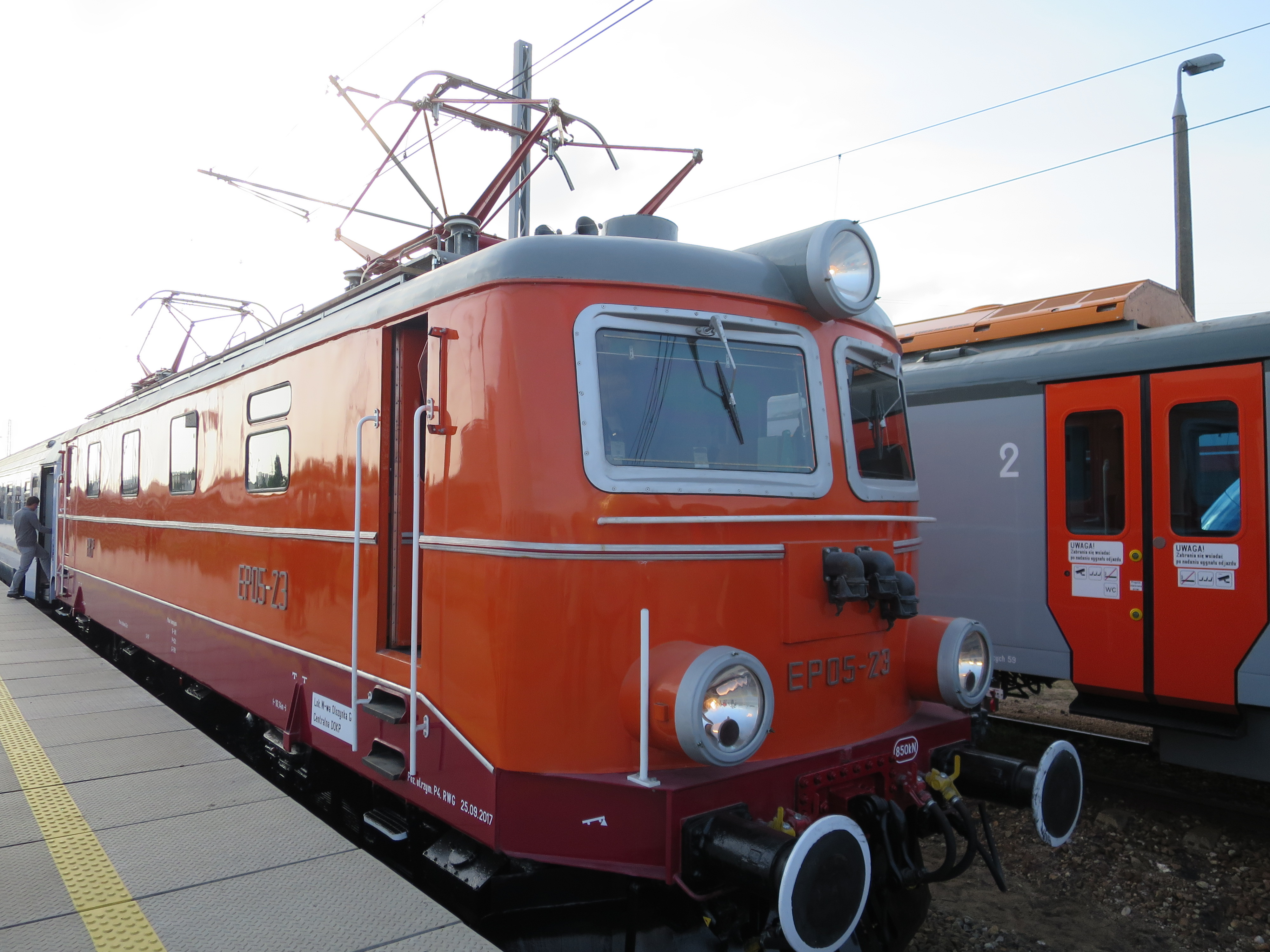
EP05
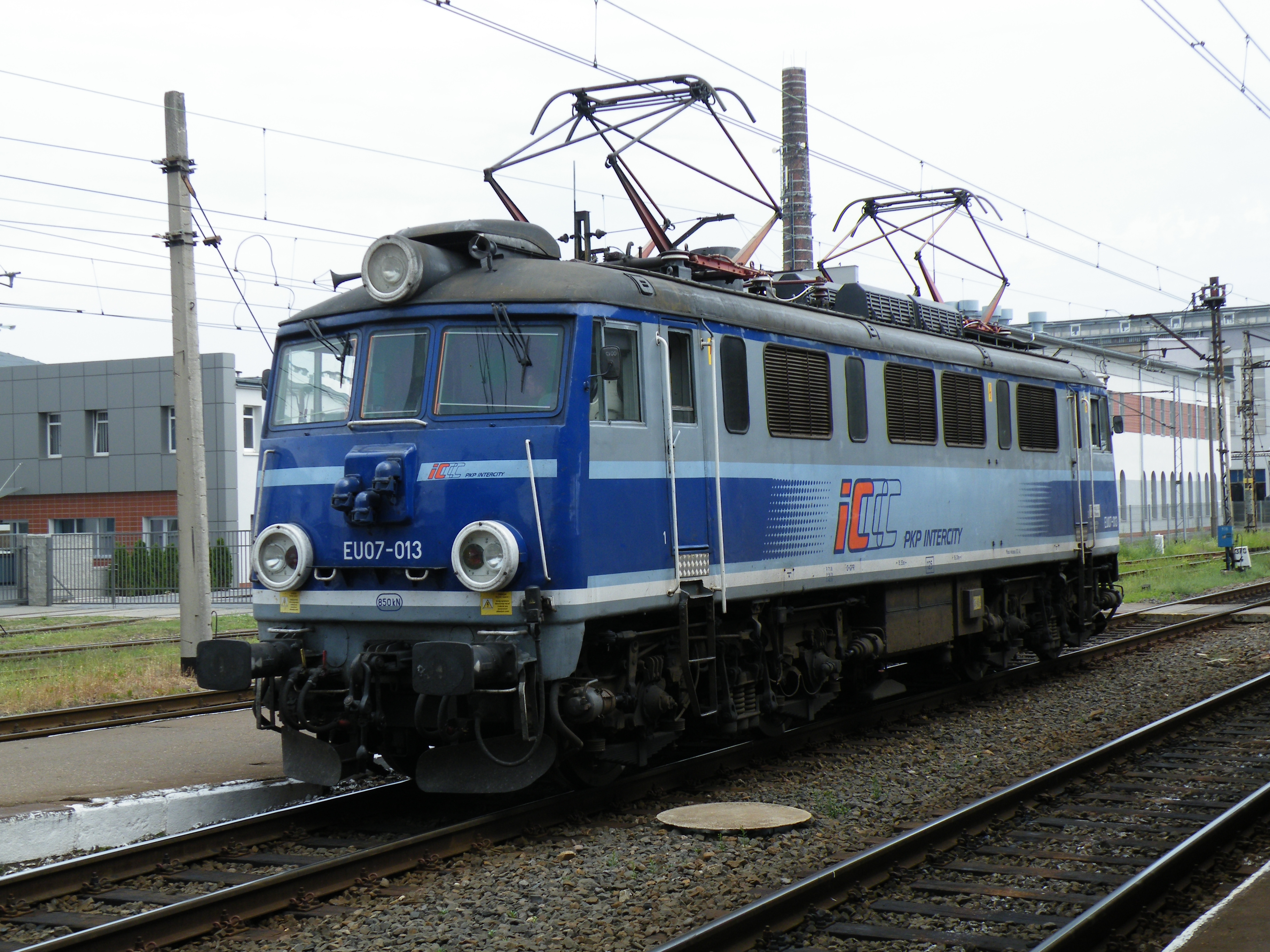
EU07
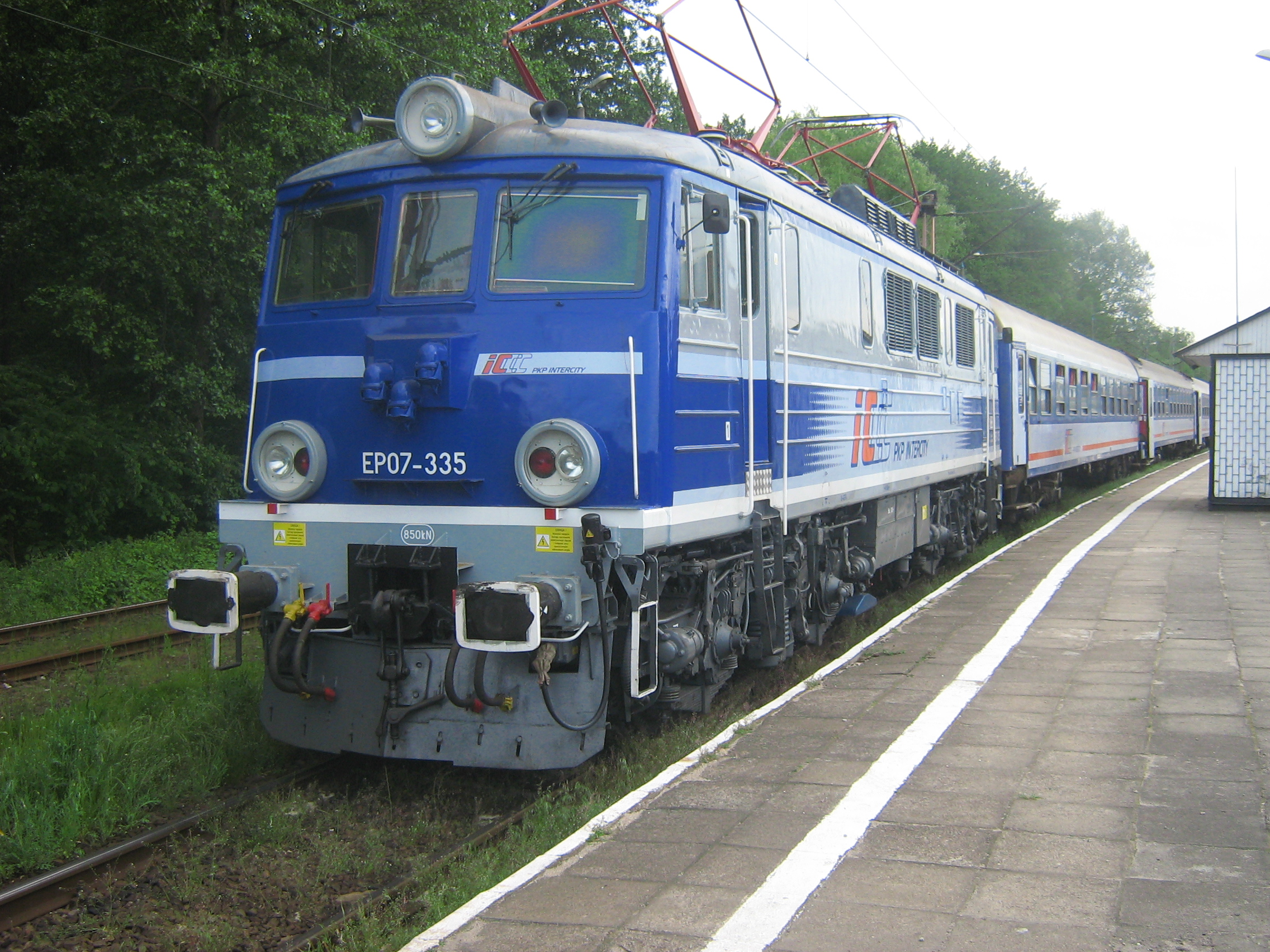
EP07
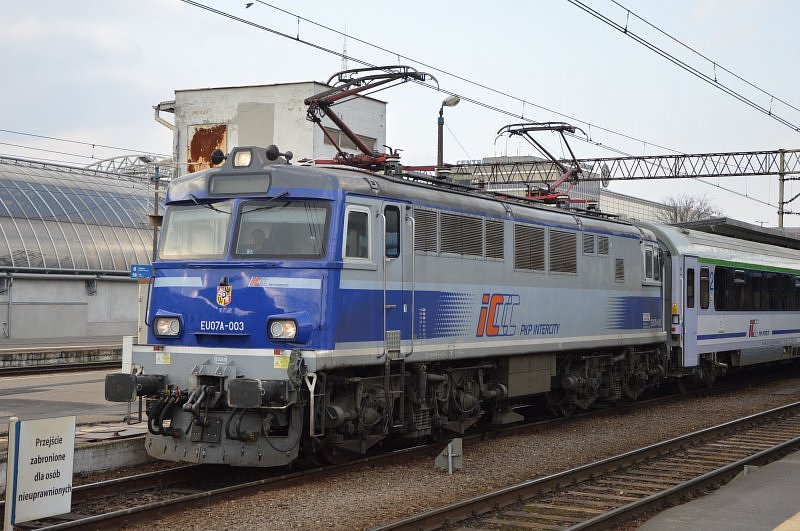
EU07A
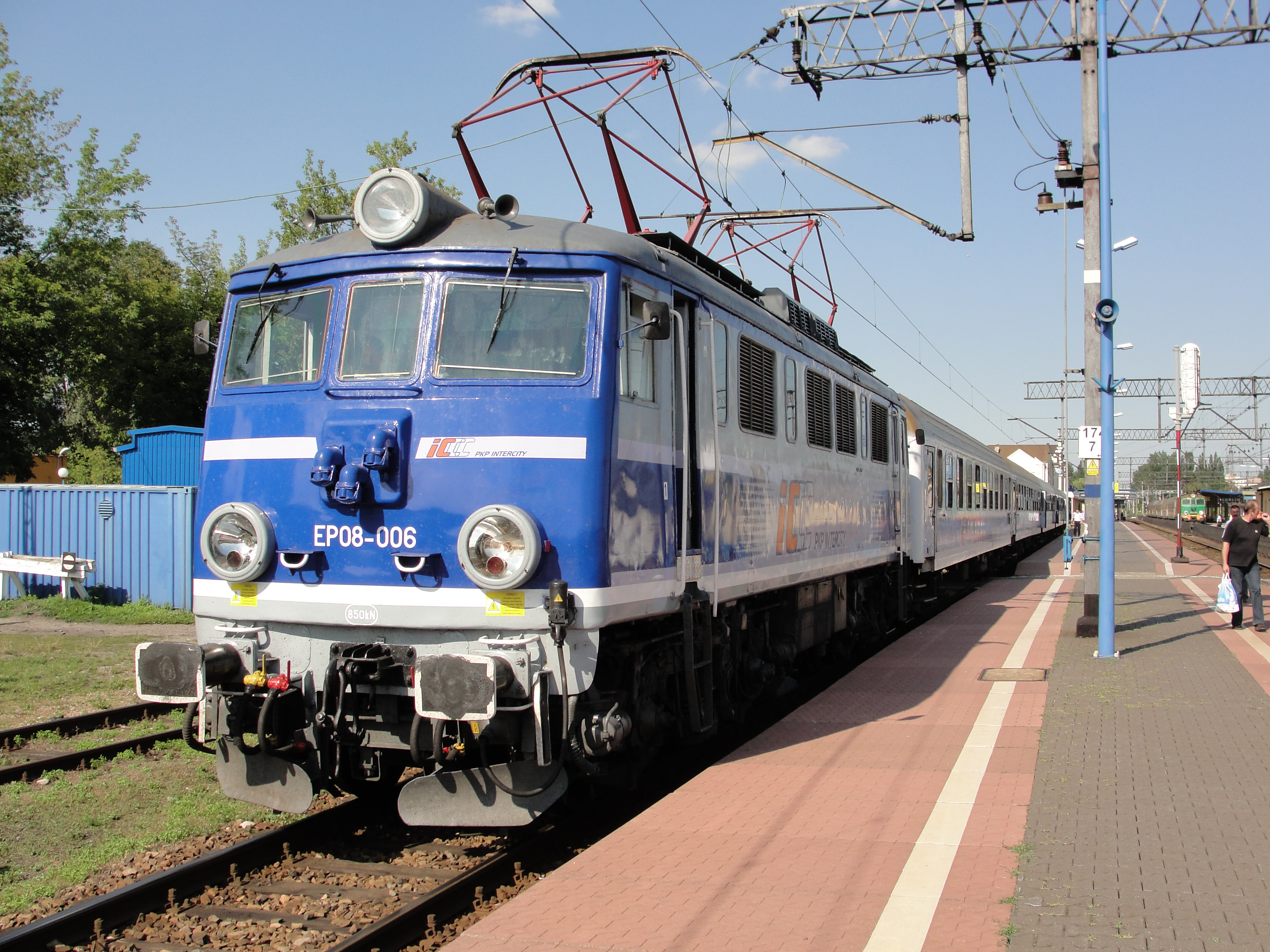
EP08
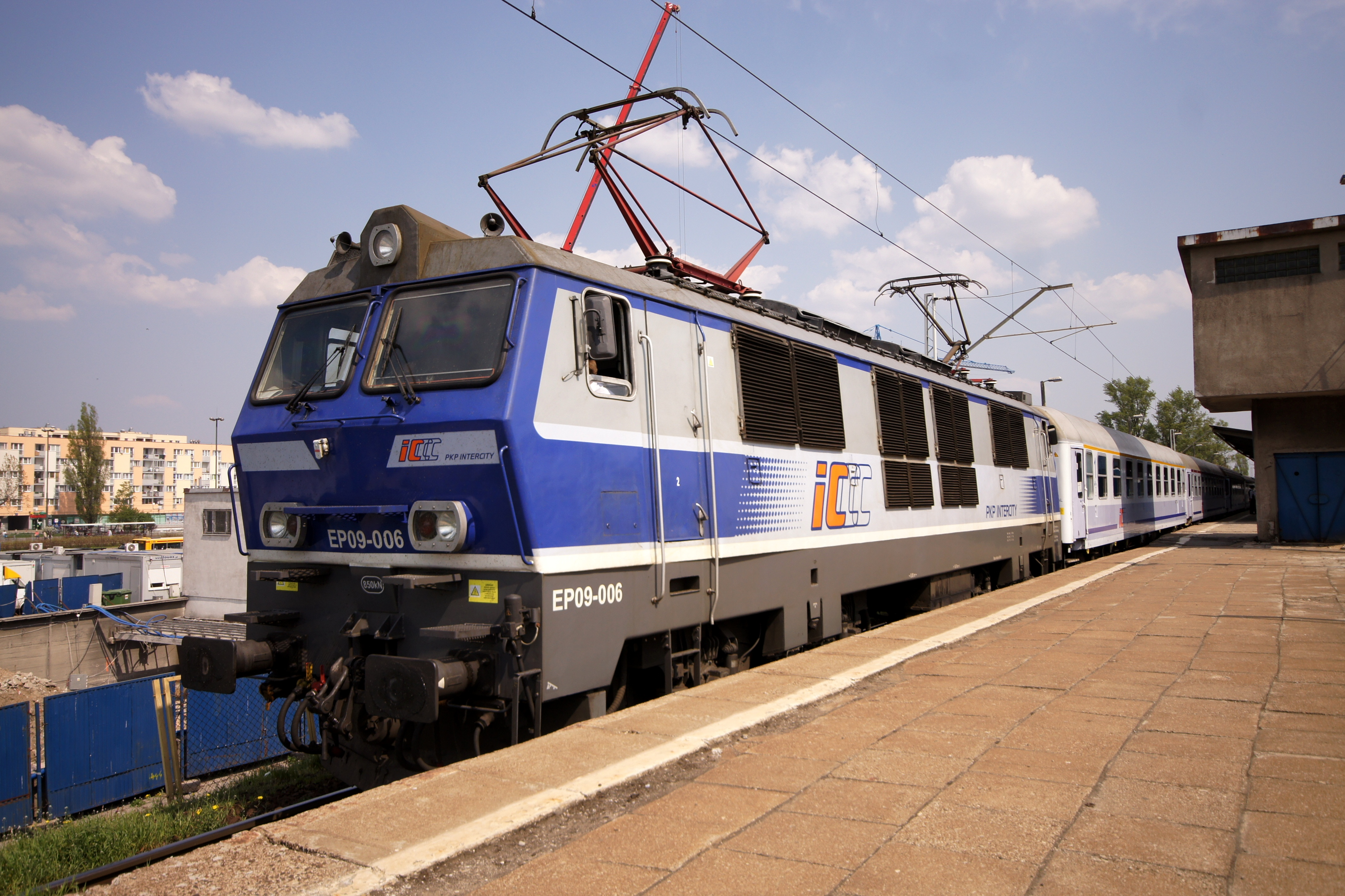
EP09
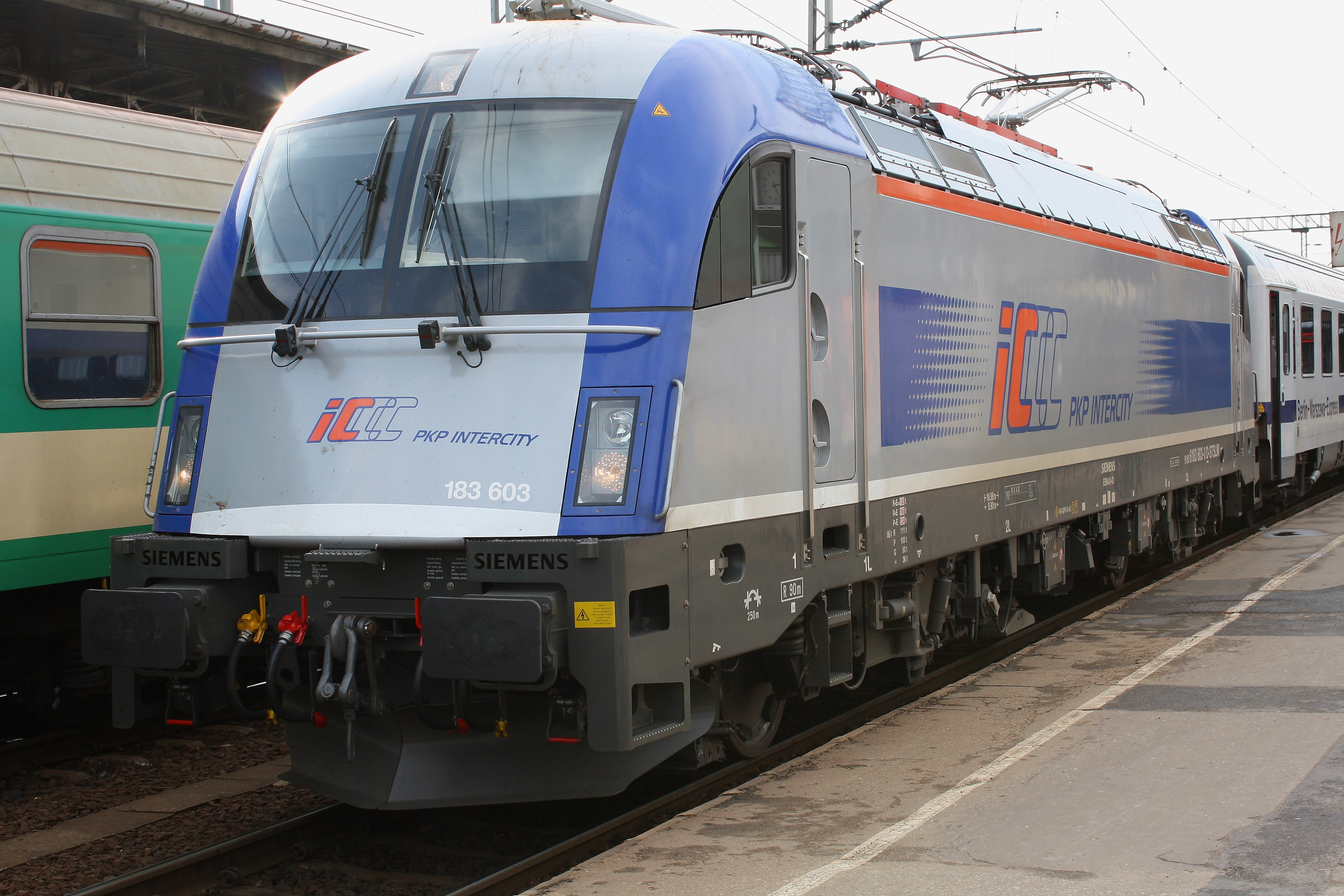
EU44 Husarz
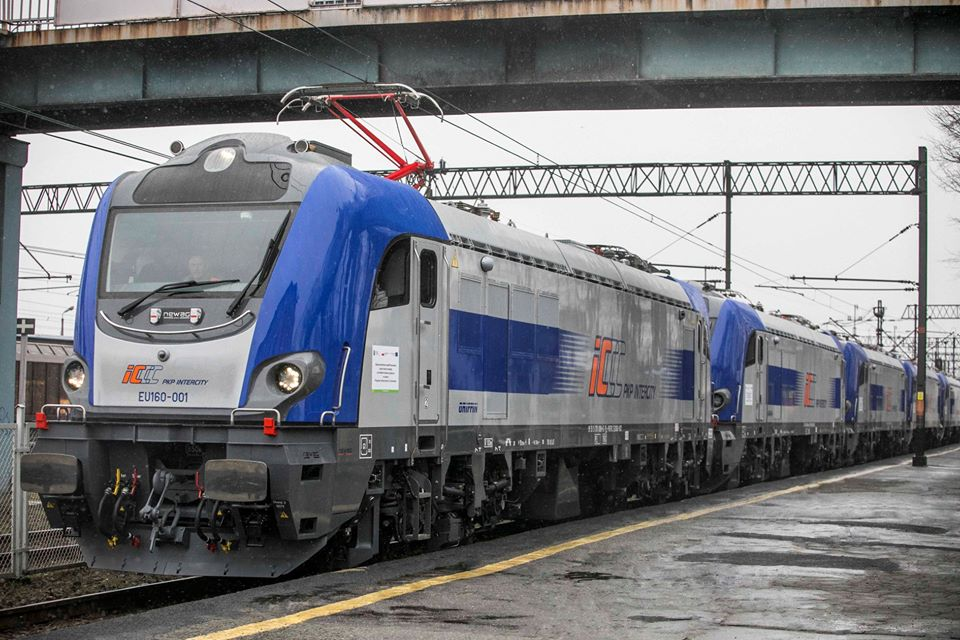
EU160 Griffin

### Тепловози
| Серія | Тип            | Кількість | Швидкість | Виробництво | Модернізація | Модернізація |
| ----- | -------------- | --------- | --------- | ----------- | ------------ | ------------ |
| SM42  | 6D             | 30        | 90 km/h   | Fablok      |              | [ 11 ]       |
| SM42  | 18D            | 10        | 90 km/h   | Fablok      | Newag        |              |
| SU42  | 6Dl            | 10        | 90 km/h   | Fablok      | Newag        |              |
| SU160 | 111Db          | 10        | 140 km/h  | Pesa        |              | [ 16 ]       |
| SM60  | EFIShunter 300 | 0 of 10   | 60 km/h   | CZ Loko     |              | [ 17 ]       |

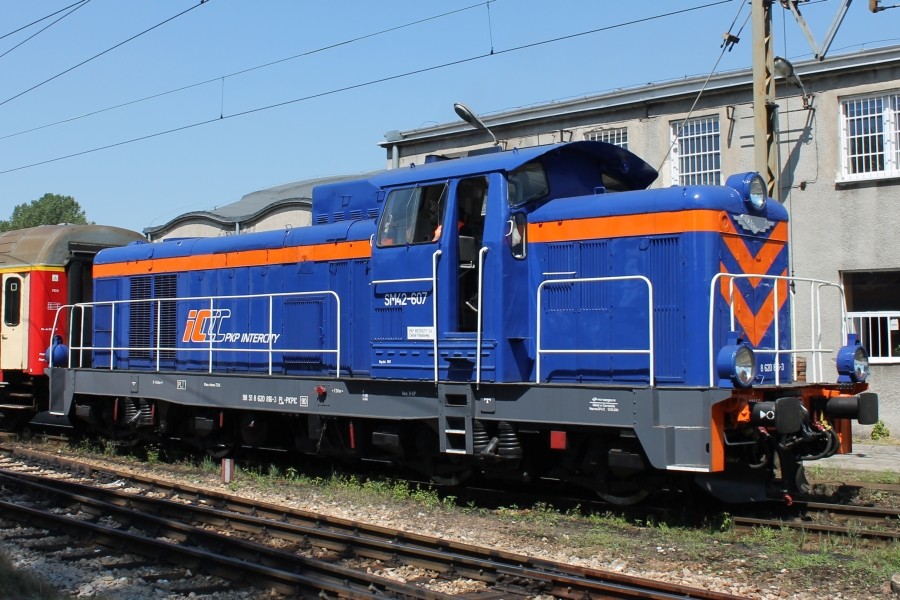
SM42 (6D)
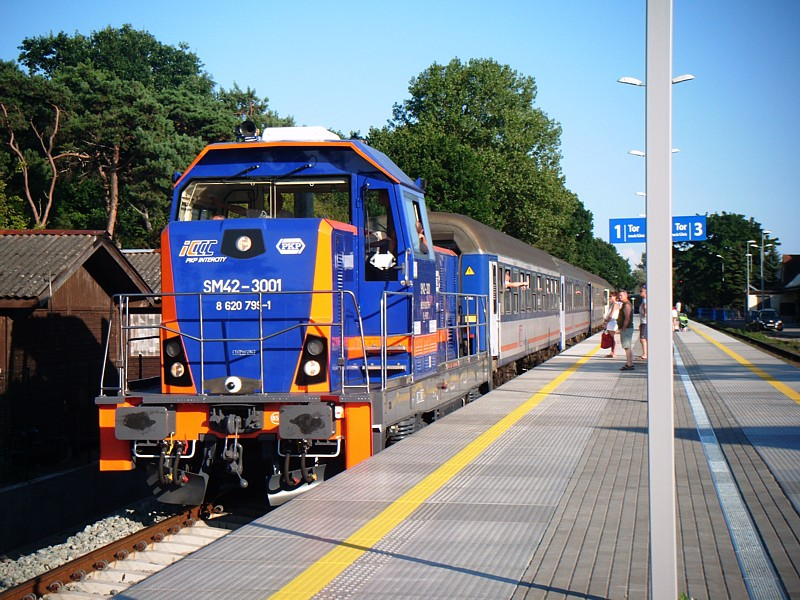
SM42 (18D)
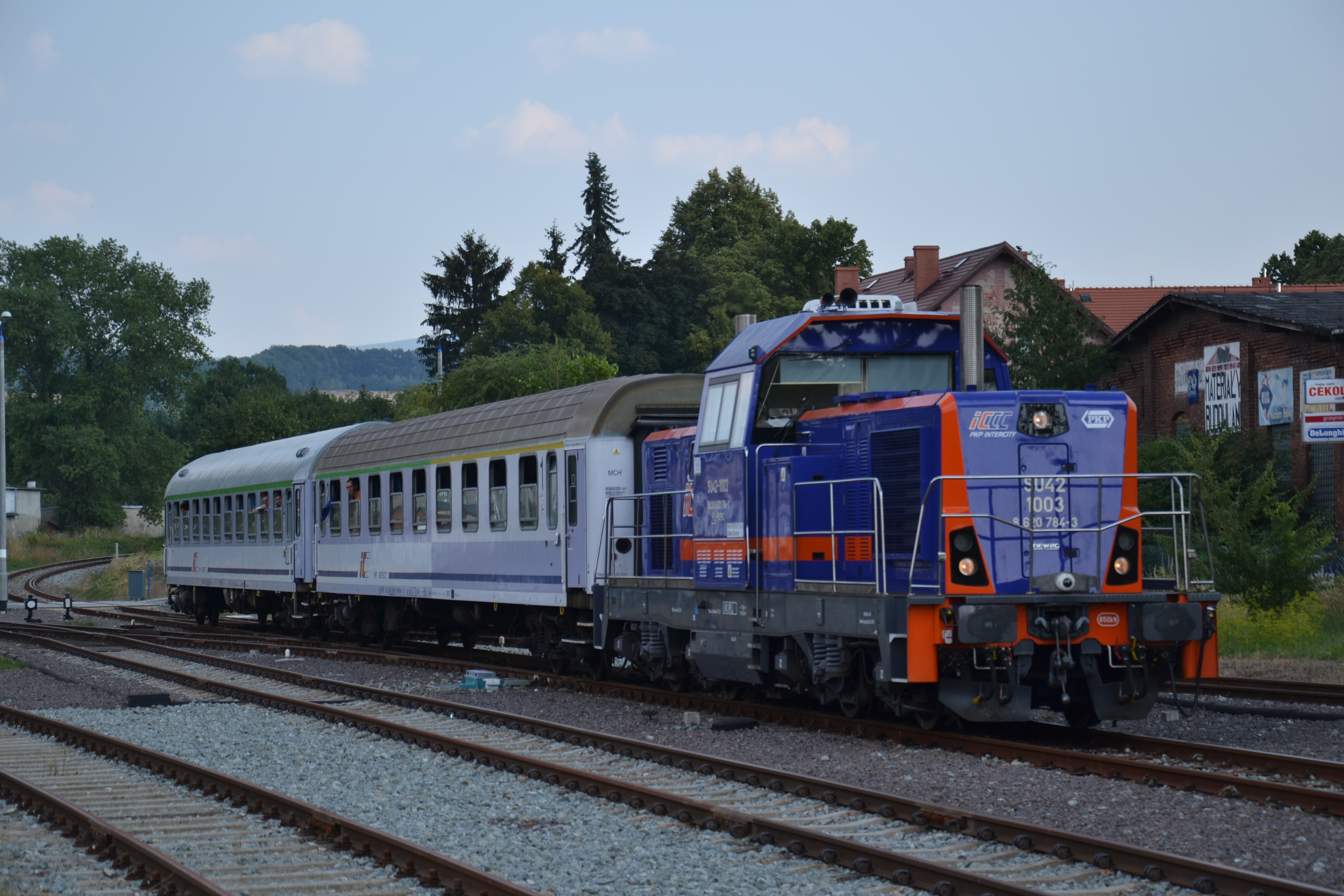
SU42
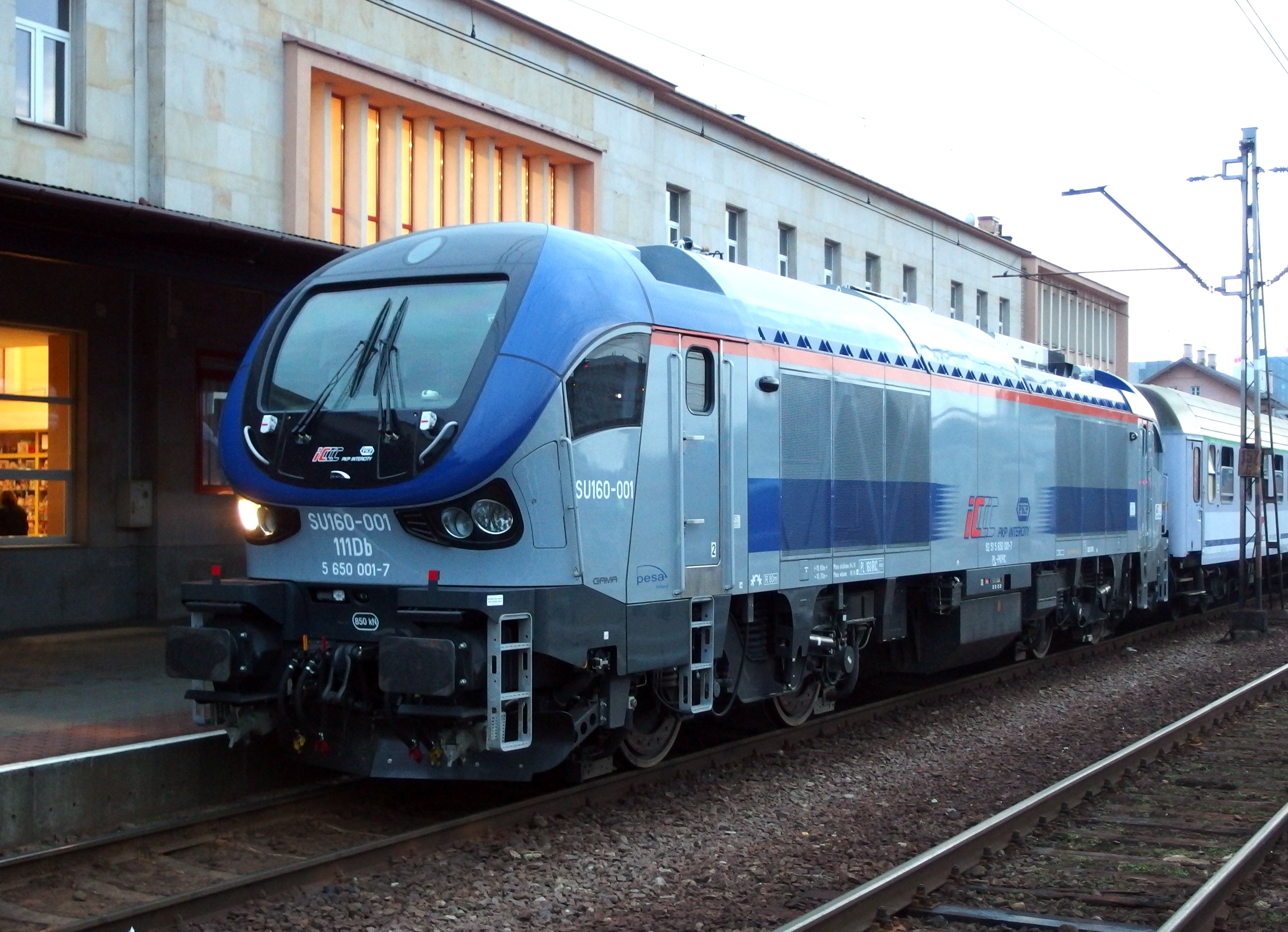
SU160 Gama

### Електропотяги
| Серія | Кількість | Кількість вагонів | Швидкість | Виробник       | Виробник |
| ----- | --------- | ----------------- | --------- | -------------- | -------- |
| ED74  | 14        | 4                 | 160 km/h  | Pesa           | [ 11 ]   |
| ED160 | 20+       | 8                 | 160 km/h  | Stadler Polska | [ 18 ]   |
| ED161 | 20        | 8                 | 160 km/h  | Pesa           | [ 19 ]   |
| ED250 | 20        | 7                 | 250 km/h  | Alstom         | [ 20 ]   |

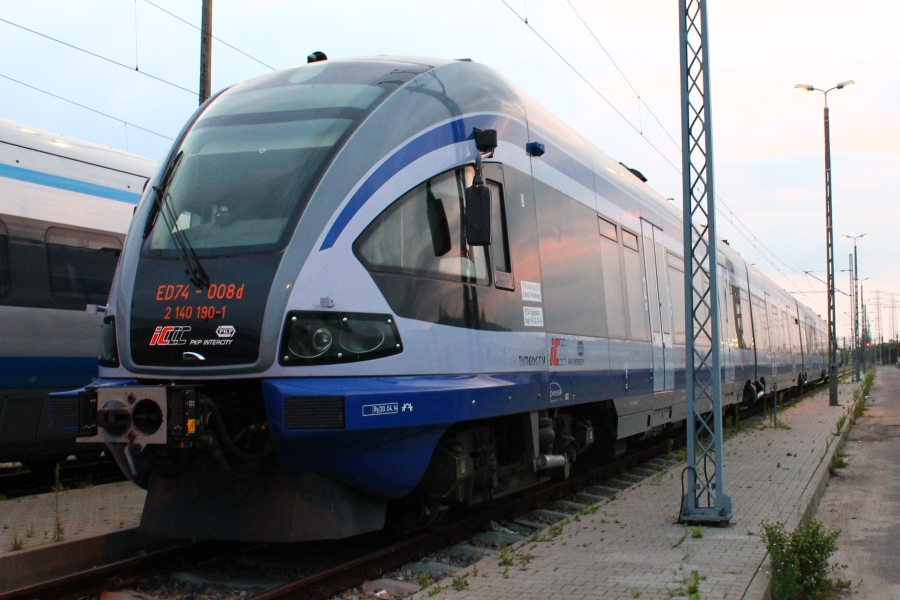
ED74 Bydgostia
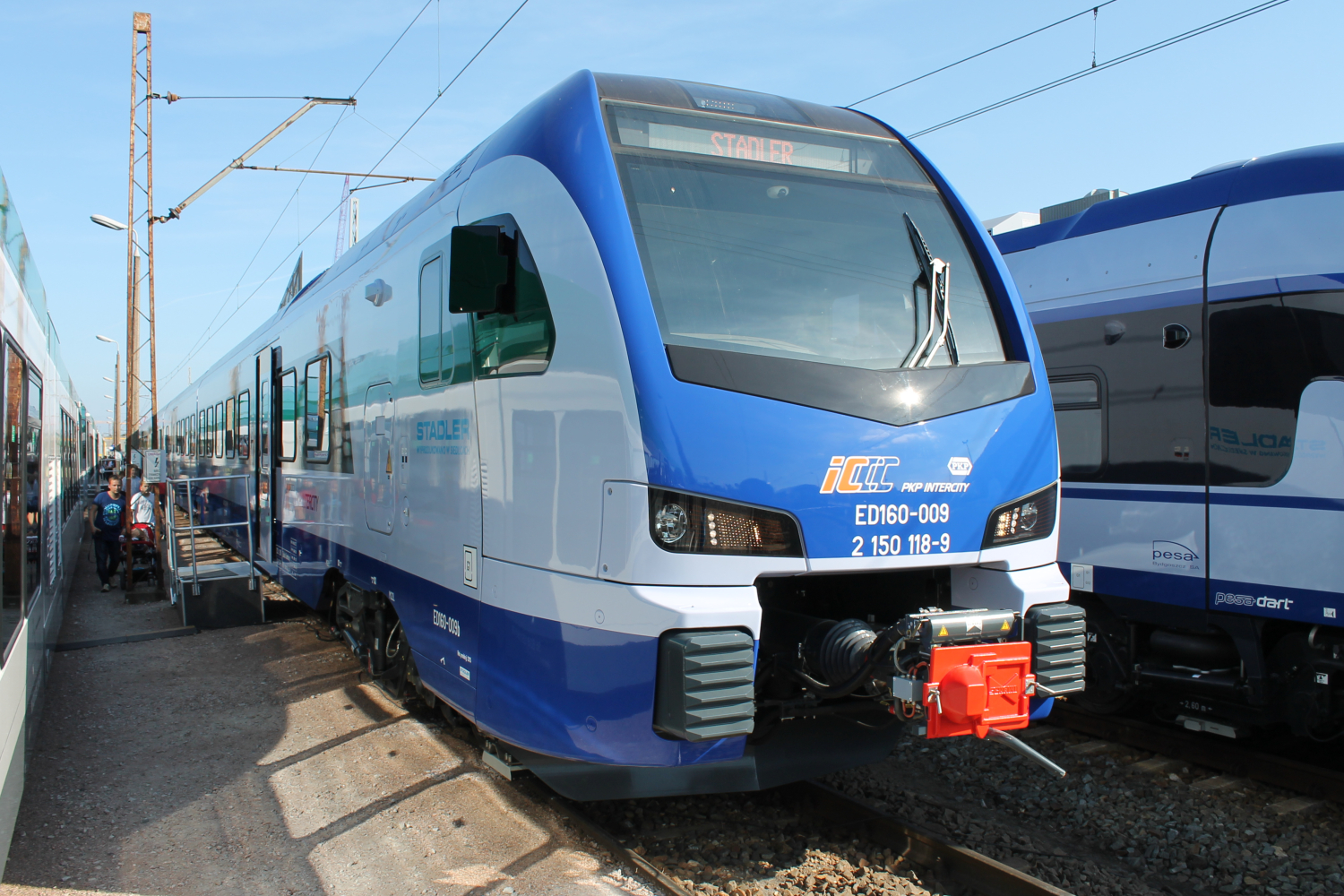
ED160 FLIRT3
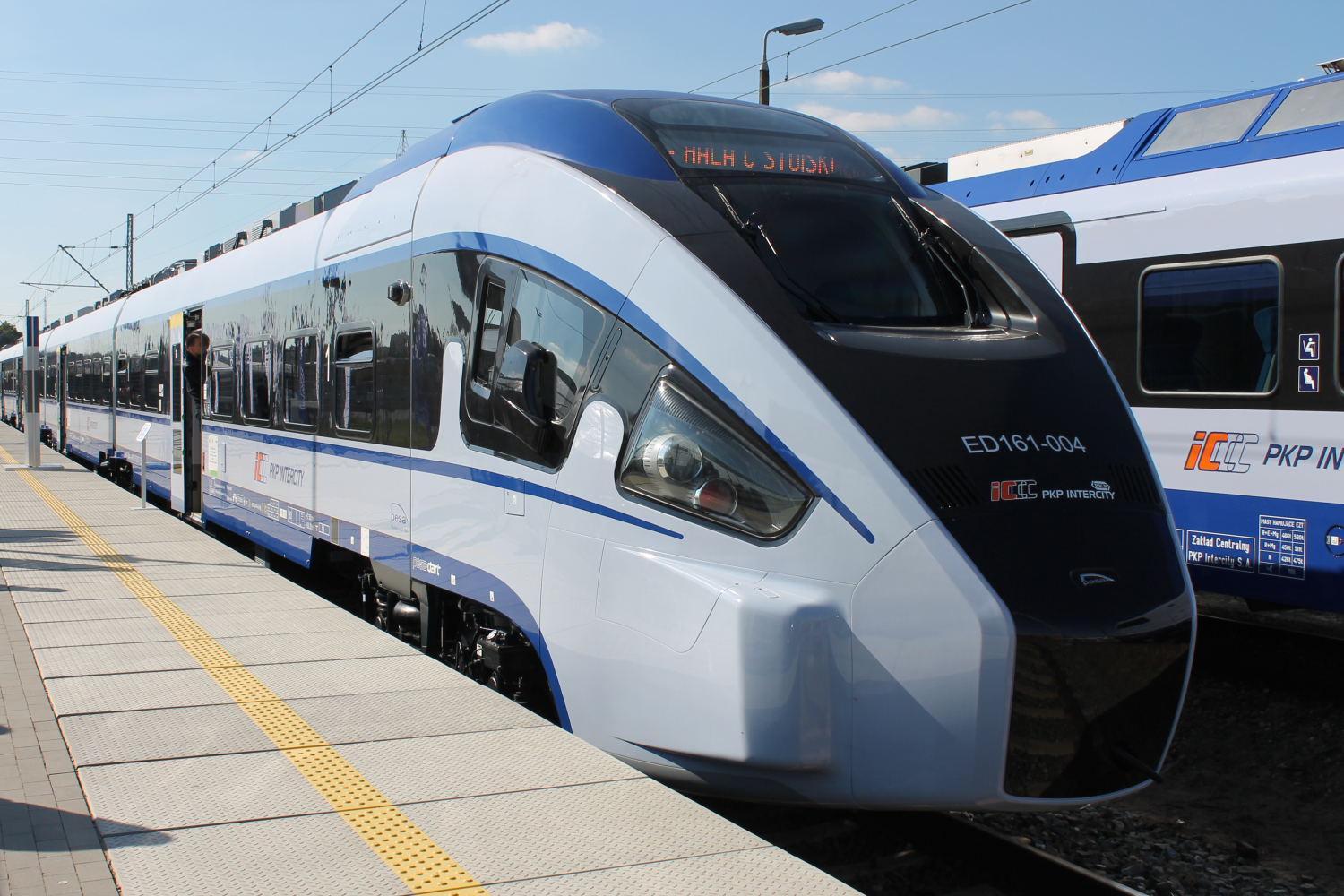
ED161 Dart
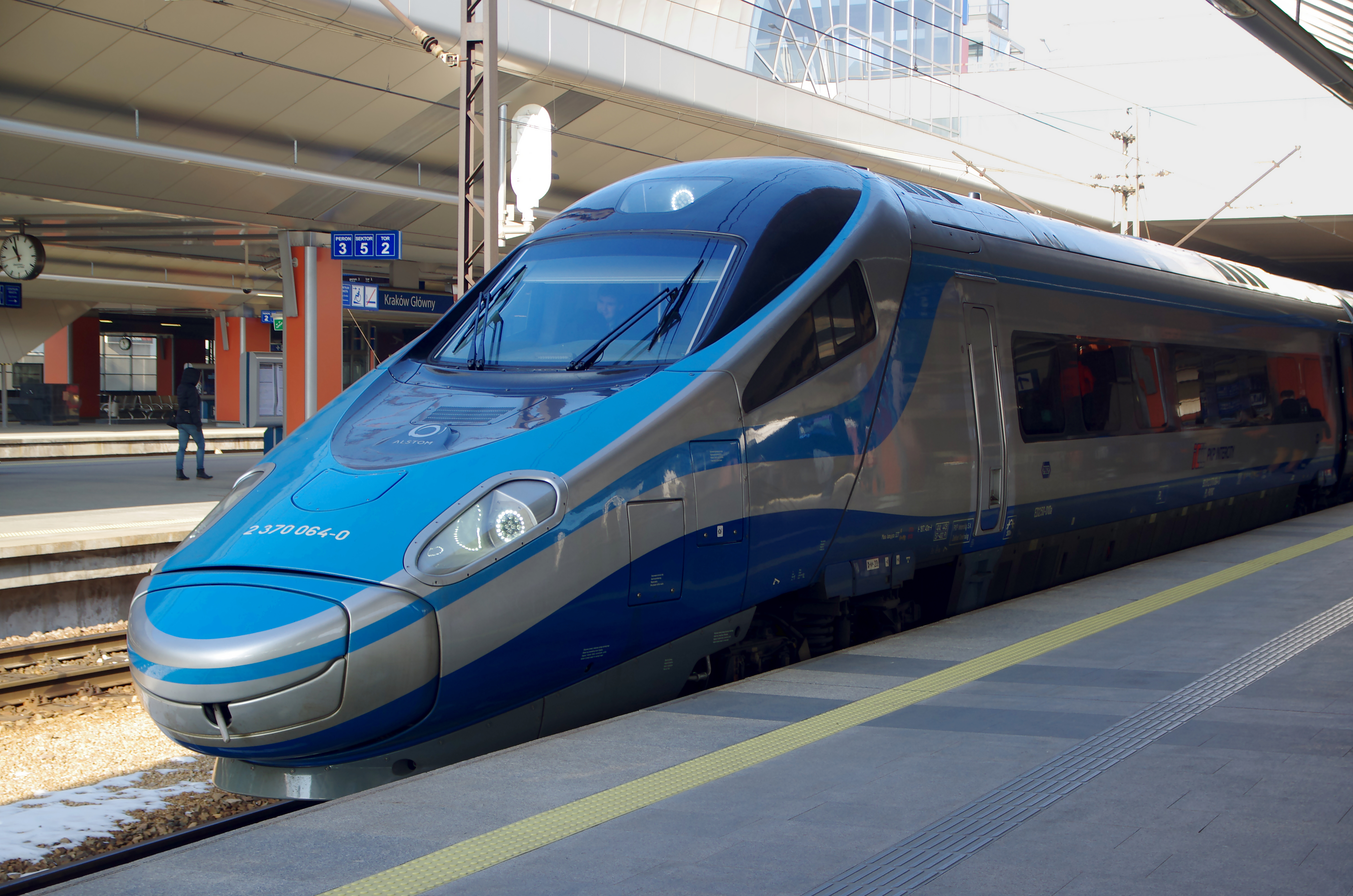
ED250 Pendolino